# 罗萨诺
罗萨诺（義大利語：Rossano），是意大利科森扎省科里利亚诺-罗萨诺市镇内的一个城镇及分区。总面积149平方公里，人口38123人，人口密度255.9人/平方公里（2009年）。